# De wraak van Saddam Hussein
De wraak van Saddam Hussein is een spionageroman van auteur Gérard de Villiers en het 103e deel uit de S.A.S.-reeks met als protagonist de Oostenrijkse prins en freelance CIA-agent Malko Linge.

## Het verhaal
Vlak na het uitbreken van de Golfoorlog op 17 januari 1991 trekt de Irakese dictator Saddam Hoessein zich terug uit het door hem bezette Koeweit. Hiermee leed hij een ongelofelijk groot gezichtsverlies ten opzichte van alle andere Arabische leiders.
Om zijn reputatie weer op te vijzelen plant hij een groot scala aan “dodelijke acties” in geheel West-Europa onder de codenaam “Intiquam”.
De CIA maakt in Oostenrijk jacht op de meedogenloze terrorist Adnan Rashid, die van alle details van operatie “Intiquam” op de hoogte is. Om dezelfde reden maakt ook de Iraakse geheime dienst jacht op hem en hem definitief het zwijgen op te leggen. Dode getuigen kunnen immers niet praten.
Maar Adnan Rashid weet te ontkomen naar Griekenland.

## Personages
- Malko Linge, Oostenrijkse prins en CIA-agent

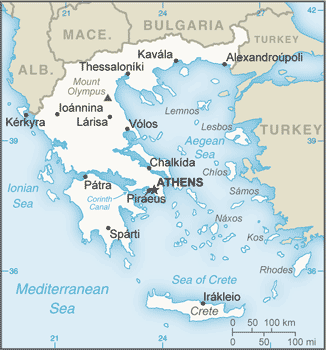
Kaart van Griekenland.

- Chris Jones, CIA-agent
- Milton Brabeck, CIA-agent
- Adnan Rashid, terrorist
- Electra Yonnis
- Christina